# Sergio Messen
Sergio Messen (8 maart 1949 – Santiago, 1 januari 2010) was een Chileens voetballer.
Messen maakte in 1973 deel uit van de ploeg van Colo-Colo, onder leiding van Luis Álamos. Hij speelde zestienmaal voor het Chileens voetbalelftal in de periode 1970-1975. Behalve voor Colo-Colo speelde hij voor Universidad Católica en Palestino.